# École du Louvre
A párizsi École du Louvre a francia felsőoktatás nyilvános intézménye, amely Párizsban – a Louvre-palotában – található, és művészettörténeti tanulmányokat oktat.
Az 1882-ben, a Louvre Múzeum egyik szárnyában alapított, kezdetben a régészet, a környezet és az igények tanulmányozására kitalált intézmény 1920-ban arra késztette, hogy az intézmény a művészettörténet egészét lefedje, amely a mai napig a művészet alapja. felsőfokú tanulmányok. Szervezeti és adminisztratív szempontból a francia kulturális minisztériumtól függ, és 1997 óta közjogi jogalanynak számít.

## Híres diplomások
- Jacqueline Auriol, francia sportrepülőnő
- Pogány Ö. Gábor, magyar művészettörténész
- René Huyghe, francia művészettörténész, író, a Louvre kurátora, a Francia Akadémia tagja
- Peterdi Mária, író, műfordító